# 五家渠市
五家渠市（ごかきょ-し）は、中華人民共和国新疆ウイグル自治区に位置する区直轄県級市。新疆北部、ウルムチ市の北、ジュンガル盆地の南端に位置する。新疆生産建設兵団農六師の師部所在地。

## 行政区画
3街道、3団（鎮）を管轄：
- 街道弁事処：軍墾路街道、青湖路街道、人民路街道
- 団（鎮）：101団鉄牛鎮、102団梧桐鎮、103団蔡家湖鎮